# Bion (Manche)
Bion település Franciaországban, Manche megyében. Lakosainak száma 371 fő (2018. január 1.). Bion Mortain, Mortain-Bocage, Notre-Dame-du-Touchet, Romagny-Fontenay, Saint-Clément-Rancoudray és Saint-Jean-du-Corail községekkel határos.

## Népesség
A település népességének változása:
| Lakosok száma | 395  | 394  | 471  | 488  | 431  | 381  | 404  | 397  | 372  | 371  |
|               | 1962 | 1968 | 1982 | 1990 | 1999 | 2008 | 2011 | 2013 | 2017 | 2018 |